# یوژنایا آنوا
یوژنایا آنوا (روسی: Южная Аньва) یک رودخانه در سرزمین پرم کشور روسیه است.